# D.I.C.E. Awards
Academy D.I.C.E. Awards (formalmente chamado D.I.C.E. Annual Awards, anteriormente chamado Interactive Achievement Awards) é uma premiação anual da indústria de jogos eletrônicos iniciada em 1998, comumente referida como o "Oscar dos videogames". Os prêmios são organizados pela Academia de Artes e Ciências Interativas (AIAS) e realizados durante a D.I.C.E. Summit anual da AIAS em Las Vegas, Nevada. "D.I.C.E." é um retroacrônimo para "Design, Inovação, Comunicação, Entretenimento".

## História
Após o restabelecimento da Academia de Artes e Ciências Interativas (AIAS) em 1996, agora como uma organização sem fins lucrativos e sendo a Academia da indústria de jogos para representar os contrapontos da Academia de Artes e Ciências Cinematográficas (AMPAS) e The Recording Academy (NARAS), foi estabelecido o Interactive Achievement Awards (IAAs) em 1998, uma cerimônia para reconhecer jogos, desenvolvedores e equipes de desenvolvimento excepcionais que contribuíram para o avanço da indústria de software de entretenimento interativo multibilionária em todo o mundo. Os eventos desde então ocorrem em uma cerimônia presencial e anual em Las Vegas, Nevada, servindo de ponte entre Hollywood (Oscar) e Los Angeles (Grammy).
Por muitos anos, o IAAs lutou para conseguir audiência de público, com a cerimônia tendo números baixos de telespectadores, apesar de sua altíssima relevância dentro da indústria de jogos geral. Isso foi melhorando quando em 2001 (na cerimônia celebrando os jogos lançados em 2000), a AIAS colocou um apresentador e host próprio, Martin Short, para guiar a cerimônia do Interactive Achievement Awards. Em 2002, a Entertainment Software Association retirou o financiamento do evento, o que levou Rich Hilleman e Lorne Lanning, dois diretores veteranos conhecidos por seu alto desempenho na EA Sports e Oddworld Inhabitants respectivamente, a fundarem o D.I.C.E. Summit (abreviação de Design Innovate Communicate Entertain) para financiar a academia.
Ted Price, fundador e chefe da Insomniac Games, logo se tornou um dos membros mais importantes da Academia, ajudando a financiar a academia enquanto ela lutava entre os anos 2000. Ele viu muitos indivíduos de mente estreita que não reconheciam os jogos como uma forma de arte. Como muitos fabricantes de jogos, ele queria que todos superassem a ideia de que os videogames causavam violência e não serviam para muito mais. Desde então, Price tem sido um dos diretores de conselho da AIAS, apresentando ocasionalmente eventos paralelos da Academia, bem como auxiliando nos D.I.C.E. Summit, cujo ocorrem durante os dias da premiação.
Em 2012, depois que Martin Rae assumiu a presidência da Academia, o D.I.C.E. Summit teve seu formato reorganizado, e uma das mudanças foi a renomeação do IAAs (Interactive Achievement Awards), cujo passaram a se chamar D.I.C.E. Awards a partir da cerimônia de 2013 (que homenageia os jogos lançados em 2012). Jay Mohr, o comediante e apresentador de longa data dos prêmios, foi retirado do programa. Em seu lugar, Chris Hardwick foi colocado como host do evento, que naquele ano premiou Journey como Jogo do Ano.

## Formato
Os indicados em cada categoria são selecionados por um painel de pares montado pela Academia de Artes e Ciências Interativas (AIAS) de mais de 100 profissionais de jogos eletrônicos em várias partes da indústria, incluindo desenvolvedores, programadores, artistas e editoras, que são publicados no site da AIAS a cada ano. Os desenvolvedores indicam seus jogos, que tem de ter obtido um lançamento na América do Norte entre 1 de janeiro de 31 de dezembro de cada ano, então eles são coletados para ser finalistas nas indicações, tal como ocorre em premiações como o Grammy e Oscar.
Os indicados finalistas são então votados pelos membros plenos da AIAS (de aproximadamente 30,000 membros em 2020) por meio de um sistema de votação confidencial e segura, e os vencedores são posteriormente anunciados durante uma transmissão com palco e apresentadores em Las Vegas, Nevada, nos Estados Unidos, durante o D.I.C.E. Summit, normalmente em fevereiro daquele ano.
Devido a essa abordagem, o D.I.C.E. Awards é considerado o principal e mais importante show de premiação e reconhecimento baseado na indústria de jogos, em comparação com outros grandes prêmios. Formalmente, o evento é considerado na indústria como o "Oscar/Grammy dos videogames".

## Categorias da premiação

### Categorias atuais
As tabelas abaixo são baseadas no ciclo de premiação do ano civil anterior à data da cerimônia de premiação, tal como ocorre no Grammy e Oscar; por exemplo, todos os prêmios dados para "1997" foram entregues aos vencedores em uma cerimônia de 1998. Na última edição, os prêmios dados para "2020" foram feitos na cerimônia de 2021 do D.I.C.E. Annual Awards.
| Ano de introdução | Categoria                                                    | Tipo                |
| ----------------- | ------------------------------------------------------------ | ------------------- |
| 1997              | Jogo do Ano                                                  | Categoria principal |
| 2008              | Conquista na Direção de Jogo                                 | Categoria principal |
| 1997              | Jogo de Ação do Ano                                          | Categoria de gênero |
| 1997              | Jogo de Aventura do Ano                                      | Categoria de gênero |
| 1997              | Jogo de Família do Ano                                       | Categoria de gênero |
| 1997              | Jogo de Luta do Ano                                          | Categoria de gênero |
| 1997              | Jogo de Corrida do Ano                                       | Categoria de gênero |
| 1997              | Jogo de RPG do Ano                                           | Categoria de gênero |
| 1997              | Jogo de Esporte do Ano                                       | Categoria de gênero |
| 1997              | Jogo de Estratégia/Simulação do Ano                          | Categoria de gênero |
| 2001              | Jogo de Celular/Portátil do Ano                              | Categoria de gênero |
| 1997              | Jogo Online do Ano                                           | Categoria de gênero |
| 2016              | Jogo de Realidade Imersiva do ano                            | Categoria de gênero |
| 2016              | Conquista Técnica na Realidade Imersiva                      | Categoria técnica   |
| 2015              | Conquista em Excelência Técnica                              | Categoria técnica   |
| 1997              | Conquista em Excelência no Design de Jogo                    | Categoria técnica   |
| 2018              | Conquista em Excelência para um Jogo Independente            | Categoria técnica   |
| 1999              | Conquista em Excelência em Animação                          | Categoria técnica   |
| 1997              | Conquista em Excelência na Direção de Arte                   | Categoria técnica   |
| 2003              | Conquista em Excelência na Performance de Personagem         | Categoria técnica   |
| 1999              | Conquista em Excelência na Composição/Trilha Sonora Original | Categoria técnica   |
| 1997              | Conquista em Excelência no Design de Áudio                   | Categoria técnica   |
| 1998              | Conquista em Excelência no Enredo                            | Categoria técnica   |

### Categorias retiradas
- Jogo de Celular/Smartphone do Ano (2005–17)
- Jogo de Console do Ano (1997–2008)
- Jogo Digital do Ano (2003–13)
- Jogo de MMO do Ano (1997–2008)
- Jogo Casual do Ano (2008–13)
- Jogo de Web/Social do Ano (2011; 2013)
- Conquista em Excelência na Engenharia de Jogabilidade (1997–2013)
- Conquista em Excelência na Trilha Sonora Licendiada (2004; 2011)
- Conquista em Excelência na Engenharia Visual (1997–2014)
- Conquista em Jogo de Infantil para Console (1999–2005)
- Inovação em Console (2001–04)
- Inovação em Jogo (2005–14)
- Inovação em Computadores (1997–2004)
- Jogo em Primeira Pessoa para Console (2002–06)
- Jogo de Simulação de Esporte para Console (2004–05)
- Jogo de Esporte Arcade para Console (2004–05)
- Jogo de Computador do Ano (1997–2008)
- Jogo de Habilidades/Educacional em Computador (1997–2002)
- Jogo de Família/Infantil em Computador (1998–2005)
- Jogo em Primeira Pessoa para Computador (2002–06)
- D.I.C.E. Award de Sprite (2014–17)

## Prêmios especiais

### AIAS Hall of Fame
D.I.C.E. Award de Hall da Fama (do original, Academy of Interactive Arts & Sciences Hall of Fame Award) é reservado para indivíduos que foram fundamentais no desenvolvimento de jogos altamente influentes. Esses indivíduos são geralmente associados ao avanço de um determinado gênero. Os candidatos são normalmente designers ou diretores criativos, mas também podem ser tecnólogos, produtores ou produtores executivo. Esses indivíduos demonstram o mais alto nível de criatividade e inovação, o que resulta em uma influência significativa no produto em uma escala que expande o escopo da indústria. O primeiro introduzido ao Hall da Fama da AIAS foi Shigeru Miyamoto, durante a primeira cerimônia do evento, de 1998 (que homenageia os jogos de 1997) do Interactive Achievement Awards.

### AIAS Lifetime Achievement Award
D.I.C.E. Award de Conquista Vitalícia (do original, Academy of Interactive Arts & Sciences Lifetime Achievement Award) é reservado para indivíduos cujas realizações abrangem uma ampla gama de disciplinas ao longo de uma longa carreira no setor. Os destinatários são tipicamente indivíduos que se destacam por sua liderança empresarial e não estão necessariamente envolvidos no desenvolvimento ou no processo criativo dos jogos. Por meio de sua liderança e ideologia, esses responsáveis geraram mudanças significativas e positivas em todo o setor de entretenimento interativo. Os candidatos e empossados são escolhidos pelo Conselho da Academia (Academy Board) da AIAS. Minoru Arakawa e Howard Lincoln, ambos da Nintendo, foram os primeiros introduzidos ao prêmio, na cerimônia de 2007.

### AIAS Pioneer Award
D.I.C.E. Award de Pioneirismo (do original, Academy of Interactive Arts & Sciences Pioneer Award) é reservado para indivíduos cujo trabalho de abrangência de carreira ajudou a moldar e definir a indústria do entretenimento interativo. Esses indivíduos são frequentemente associados à criação de uma abordagem tecnológica ou ao nascimento de um novo gênero. As realizações do recebedor do Pioneer Award geralmente se concentram em uma disciplina específica ou em algumas áreas específicas diretamente relacionadas ao desenvolvimento de jogos. A primeira vez que o prêmio foi entregue aconteceu na cerimônia de 2010 da AIAS, e foi dado a David Crane, co-fundador da Activision.

### Technical Impact Award
D.I.C.E. Award por Impacto Técnico (do original, D.I.C.E. Award for Technical Impact) celebra inovações únicas que contribuem para o progresso contínuo da mídia interativa. Os homenageados podem vir de várias áreas da indústria de jogos, que incluem, mas não se limitam a software, hardware e comunidade. Apple App Store recebeu o primeiro trófeu por esse feito, no D.I.C.E. Awards realizado em 2015.

## Apresentadores da cerimônia
Quando o evento iniciou em 1998 como Interactive Achievement Awards, ele não havia um host próprio, porém a partir de 2001, o show de premiação anual foi apresentado por muitas figuras notáveis do mundo do entretenimento:
2001 — Martin Short
2002 — Martin Lewis
2003 — Patton Oswalt
2004 — Dave Foley
2005 — Diane Mizota
2006 — Cory Rouse and Kurt Scholler
2007 — Jay Mohr
2008 — Jay Mohr
2009 — Jay Mohr
2010 — Jay Mohr
2011 — Jay Mohr
2012 — Jay Mohr
2013 — Chris Hardwick
2014 — Freddie Wong e Felicia Day
2015 — Pete Holmes
2016 — Pete Holmes
2017 — Greg Miller e Jessica Chobot
2018 — Greg Miller e Jessica Chobot
2019 — Greg Miller e Jessica Chobot
2020 — Greg Miller e Jessica Chobot
2021 — Greg Miller, Jessica Chobot e Kahlief Adams